# 千里眼 (人工衛星)
千里眼またはCOMS-1（Communication, Ocean and Meteorological Satellite 1）とは大韓民国の人工衛星。2010年6月に打ち上げられ、韓国航空宇宙研究院が通信、海洋・気象観測目的で運用、2021年4月1日に運用を終了した。韓国初の静止衛星である。

## 機体
製造はEADS アストリアムが行い、Eurostar-3000S衛星バスを基本としている。重量は2460 kgで、NATO分類でのD/EおよびKバンドトランスポンダと、IEEE分類でのL/SおよびKaバンドトランスポンダをそれぞれ搭載。1枚のみの太陽パネルからは最低2.5kWの電力が供給される。
ミッション期間は7年を予定しているが、衛星の設計寿命は10年である。

## 運用
千里眼はアリアンスペースがギアナ宇宙センターのELA-3からアリアン5ECAを使用して打ち上げられた。当初打ち上げの予定日は2010年6月23日だったが、ロケットのサブシステムの一つに問題があり、打ち上げが延期された。再設定日の6月24日でも当日にロケットの燃料タンクの加圧に問題がありさらに延期。結局6月26日21時41分（UTC）に、サウジアラビアのアラブサット5A（約4900kg）と共に打ち上げられた。
打ち上げ後、千里眼は静止トランスファ軌道に投入され、アポジキックモーターによって静止軌道（東経128.2度）に移った。7月10日に韓国の地上局が管制権を引き継いだ後、12日に最初の気象映像撮影、13日に最初の海洋映像撮影に成功した。
2011年2月、ロシアの軍事通信衛星「ラドガ1-7」が千里眼に数キロメートルの距離まで接近し、衛星管制チームは衛星を緊急退避させた。このような事態になった背景は不明だが、ロシアは過去千里眼の位置する東経128.2度の上空は自国に優先権があると主張したことがあり、故意に接近した可能性もあるとみられる。韓国側は再発防止などをロシアに求めたが、返答はなかった。
2018年2月11日、千里眼のメインコンピューターが故障、気象観測を一時的に日本のひまわりに切り替えたが、4日後に復旧した。同年3月13日、科学技術情報通信部は千里眼の運営期限を2020年3月まで延長すると発表。後継機のうち、気象観測を担う千里眼2A号は、2018年12月5日に、海洋・環境観測を担う千里眼2B号は2020年2月19日に打ち上げられた。

## 気象ミッション
気象ミッションは、2011年4月6日から本格的な運用を開始した。
観測範囲は、全球の他にアジア地域（狭域アジア地域、広域アジア太平洋地域と南半球）と、朝鮮半島地域の観測が行われる。広域北アジア太平洋地域と南半球の観測にあっては、週間スケジュールにより告知される場合を除き、通常観測では行われない。狭域アジア地域は88回実施される。全球観測は8回/日行われる。
観測するチャンネルは、日本のMTSAT-1/2とほぼ同じ波長帯である。ただし、階調値と輝度もしくは、等価黒体温度との対照表が出ていないため、MTSATや中国のFY-2シリーズと比較する際には注意が必要となる。